# 黄秉经
黄秉经（?—?），直隶大兴（今北京市）人，清朝地方官。

## 生平
乾隆三十一年（1766年）丙戌科进士。乾隆三十五年（1770年）接替陈道耀任崇明县知县一职，1771年由郭本材接任。